# کوکوش تپه
کوکوش تپه مربوط به سده‌های میانه ومتاخر دوران‌های تاریخی پس از اسلام است و در شهرستان ملایر، بخش جوکار، دهستان ترک غربی، روستای منگاولی واقع شده و این اثر در تاریخ ۷ اسفند ۱۳۸۶ با شمارهٔ ثبت ۲۱۶۲۱ به‌عنوان یکی از آثار ملی ایران به ثبت رسیده است.